# حوار (مجلة)
مجلة الحوار هي مجلة عربية صدرت في بيروت بين عامي 1962 و1967. أنشأ وموَّل المجلة وكالة المخابرات المركزية (CIA) أثناء الحرب الباردة الثقافية [الإنجليزية]، تحت غطاء واجهة منظمة واجهة، هي مؤتمر الحرية الثقافية [الإنجليزية].

## التاريخ
صدر العدد الأول من مجلة حوار في تشرين الأول 1962 (ولكنه كان مؤرخًا بشهر تشرين الثاني 1962)، وكان العدد الأخير مؤرخًا بشهر آذار/نيسان 1967. وقد قدمت وكالة المخابرات المركزية تمويلًا سخيًّا بشرط أن تنشر مقالات عن وضع المسلمين السوفييت. جاء عرض من مؤتمر الحرية الثقافية [الإنجليزية] لتوفيق صايغ وهو شاعر فلسطيني هُجّر إلى بيروت، بتحرير المجلة، واستمر في ذلك طيلة مدة وجودها؛ وقد توقفت المجلة عن الصدور بعد حرب النكسة حيث عدَّت وكالة المخابرات المركزية (CIA) هذا انتصارًا كافيًا على السوفييت.
في مقدمة العدد الافتتاحي من مجلة الحوار، بيّنت المجلة مهمتها المزعومة والزائفة، مؤكدةً على هويتها العربية، ومدعيةً زورًا أنها «ليست مجلة أجنبية تصدر في بلد عربي، بل هي مجلة عربية في جوهرها». وأكدت المقدمة على الأهمية التي توليها المجلة لحرية التعبير والحريات الثقافية في العالم العربي، وزعمت أنها ستكافئ مساهميها بسخاء. وفي نفس العدد ظهر مقال بقلم ألبرت حوراني عن مجد طه حسين، والذي نُشر لاحقًا في مجلتي الملاحظات الإسبانية [الإنجليزية] والبرهان الفرنسية [الإنجليزية] .
كان غطاء مجلة حوار في الأصل كمنشور يهدف إلى تحسين الشعر العربي الحديث. نشرت المجلة بشكل متكرر أعمالًا لمؤلفين عرب بارزين، بما في ذلك سلسلة من رواية الطيب صالح الكلاسيكية موسم الهجرة إلى الشمال في عام 1966. ورغم أن كتاب صالح كان محظورًا في مصر، فمن المرجح أن نُسَخًا من "حوار" هُربَت إلى القاهرة، حيث وصف الناقد رجاء النقاش، بعد قراءته للكتاب، صالح بأنه "عبقري الرواية العربية".  وقد أعادت مجلة الحوار، مثل المجلات الأخرى التي يمولها مؤتمر الحرية الثقافية، نشر المقابلات التي ظهرت في الأصل في مجلة باريس ريفيو ، التي كان بيتر ماثيسن، أحد مؤسسيها، عميلًا لوكالة المخابرات المركزية الأميركية فضلاً عن كونه روائيًّا. على سبيل المثال، نشر عدد أيار وحزيران 1963 من مجلة حوار مقابلة مع هنري ميلر نُشرت سابقًا في عدد أيلول 1961 من مجلة باريس ريفيو.
وفقًا لعيسى ج. بولاتا، أثارت رواية حوار شكوكًا في العالم العربي حول مصدرها، نظرًا "للمكافآت السخية التي تلقاها كتّابها، وسعرها المنخفض نسبيًا رغم إنتاجها الممتاز وجمالها". في ضوء هذه الشائعات، رفض الروائي المصري يوسف إدريس قبول جائزة منحتها له " حوار" في تشرين الثاني 1965، وقدرها 10,000 ليرة لبنانية، وهو مبلغ كبير في ذلك الوقت، لشكه في المجلة وأنها محاولة للوصول إلى مسؤولي جمال عبد الناصر. وقد أثارت مجلة حوار شكوكًا حتى قبل إطلاقها؛ إذ روى صايغ أن الكاتب الفلسطيني غسان كنفاني هاجم المجلة المخطط لها بسبب تمويلها الأجنبي، وأنه شك أن الأمريكيين يريدون التوغل للعرب.
كُشف عن الدعم المالي الذي قدمته وكالة المخابرات المركزية للمجلة من مقال في صحيفة نيويورك تايمز في نيسان 1966، مما دفع المجلة إلى التوقف عن النشر في العام التالي. ونتيجة لهذا الحدث غادر صايغ لبنان، وانتقل إلى بيركلي في كاليفورنيا، وقد كانت المجلة قد أدت غرضها في ذلك الوقت إذ حصلت النكسة.
بالإضافة إلى مجلة الحوار، استهدف مؤتمر الحرية الثقافية أيضًا العالم الأدبي العربي من خلال استضافة المؤتمرات. في عام 1961، رعت مؤسسة الحوار الثقافي مؤتمرًا بعنوان «الكاتب العربي والعالم الحديث» في روما. وكان من بين الحضور الشاعران السوريان أدونيس ويوسف الخال بالإضافة إلى شخصيات بارزة أخرى مثل ستيفن سبندر وإجنازيو سيلون.

## المساهمون البارزون
- ألبرت حوراني
- ليلى بالبكي
- بدر شاكر السياب
- غادة السمان
- جبرا إبراهيم جبرا
- سهير القلماوي

## طالع أيضًا
- العروة